# 測地圓
测地圆是与固定点保持恒定距离的轨迹”，要么是恒定测地曲率的曲线。 在流形上，测地圆不一定是平面曲线。